# Sonny Assu
Pour les articles homonymes, voir Assu.
Sonny Assu (né en 1975 à Richmond, en Colombie-Britannique ) est un artiste visuel contemporain Ligwilda'xw Kwakwaka'wakw.

## Biographie
Assu grandit avec ses grands-parents à North Delta, en Colombie-Britannique et prend connaissance de son héritage Kwakwaka'wakw à l'âge de huit ans . Il étudie la peinture à l'Université polytechnique de Kwantlen, puis à l'Université d'art et design Emily Carr, où il combine ses intérêts pour le pop art avec la fabrication de tambours traditionnels et le tissage d'écorce de cèdre.
En 2012, 2013 et 2015 Assu est présélectionné pour le Prix artistique Sobey. En 2017, il reçoit le Prix en art autochtone REVEAL de la Fondation Hnatyshyn.
Assu est l'auteur de l'anthologie de romans graphiques «This Place: 150 Years Retold». L'histoire «Tilted Ground», suit son arrière-arrière-grand-père et relate l'interdiction du potlatch au Canada,.

## Collections
Une œuvre de l'artiste qui reprend le logo de Coca-Cola et remplace les mots par « Enjoy Coast-Salish Territory » fait partie de la collection du Musée d'anthropologie de l'UBC,. Il a notamment des œuvres dans les collections du Musée des beaux-arts du Canada, du Vancouver Art Gallery, Seattle Art Museum, l' Audain Art Museum, Whistler, BC, et Burnaby Art Gallery.

## Expositions
- Ready Player Two: Sonny Assu et Brendan Tang, organisé et diffusé par The Reach Gallery Museum, Abbotsford (2017), et en tournée au Yukon Art Centre, Whitehorse (2018), Touchstones Nelson Museum of Art & History, (2018), Niagara Artists' Centre, St.Catherines (2018), Art Gallery of York University, Toronto (2019) et Illingworth Kerr Gallery, Calgary (2020)[14]
- We Come to Witness: Sonny Assu en dialogue avec Emily Carr, Vancouver Art Gallery (2016–17)[15]
- Le syndrome du paradis (solo) , Malaspina Printmakers, Vancouver, C.-B. (2016)[16]
- Home Coming (solo), Campbell River Art Gallery, Campbell River, C.-B. (2016)[17]
- 1UP (solo), Surrey Art Gallery Urban Screen (2016)[18]
- Continuum (solo), Thunder Bay Art Gallery, Thunder Bay, Ontario (2015)[19]